# 瀞八丁

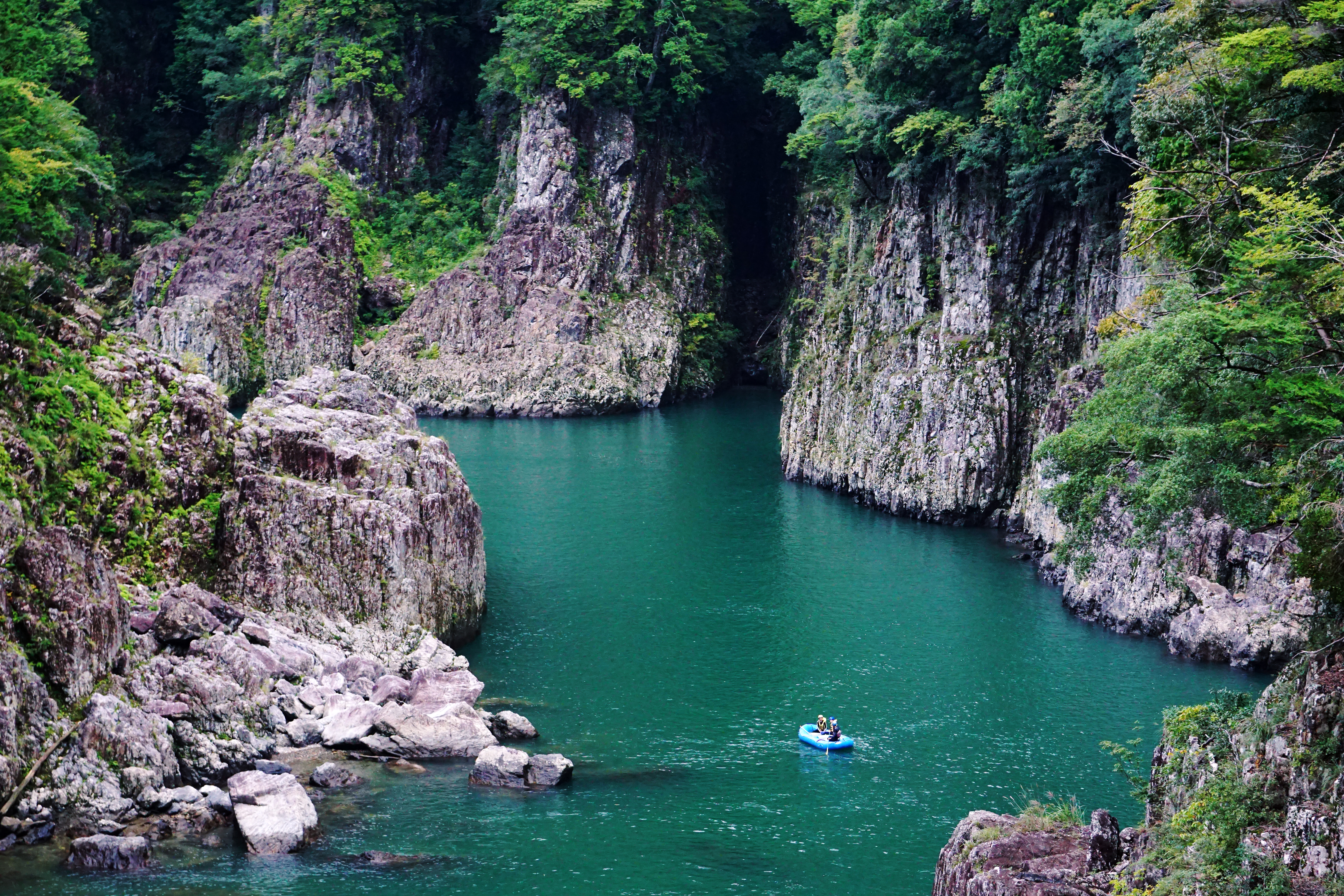
田戸の瀞八丁展望所からの眺望

瀞八丁（どろはっちょう）は、和歌山県新宮市と奈良県吉野郡十津川村、三重県熊野市の三県の境界を成す峡谷。吉野熊野国立公園に指定された瀞峡の下流部（下瀞）である。

## 地理
瀞峡は吉野熊野国立公園の指定当時（1936年、昭和11年）には、奥瀞、上瀞、下瀞（瀞八丁）の3つで捉えられるようになっていた。これより前の明治初期に瀞八丁が注目された当初は、瀞八丁を単に瀞峡と呼ぶこともあり、その後、より上流の上瀞や奥瀞にも関心の対象が広がり瀞峡の範囲も広がっていったとされる。
瀞八丁は峡谷の両岸に高さ50mにおよぶ断崖、巨石、奇岩、洞窟が1km以上続く日本屈指の景勝渓谷で、国の特別名勝、および天然記念物に指定されている。

## 見所
- 洞天門
- 獅子岩

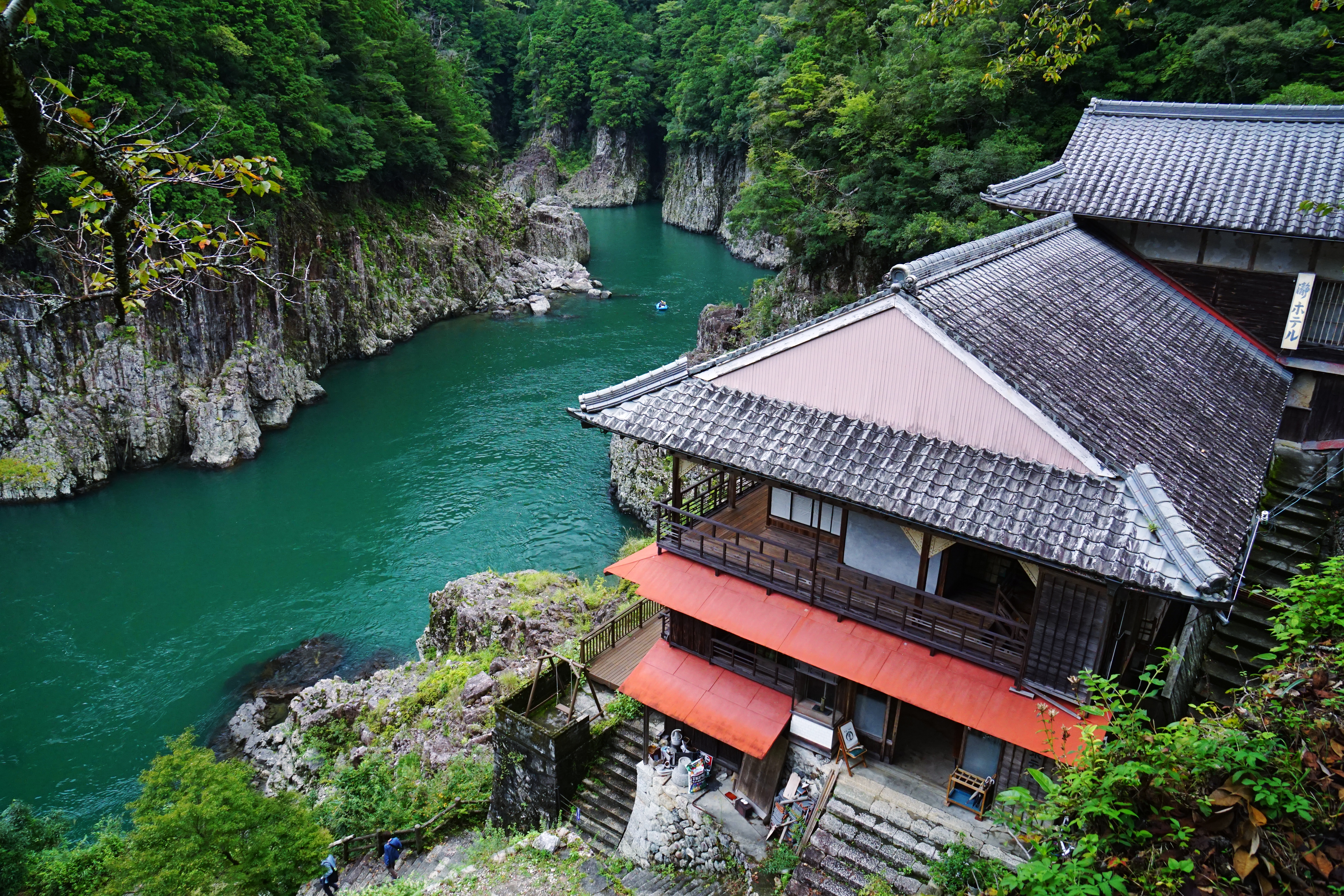
瀞八丁と瀞ホテル
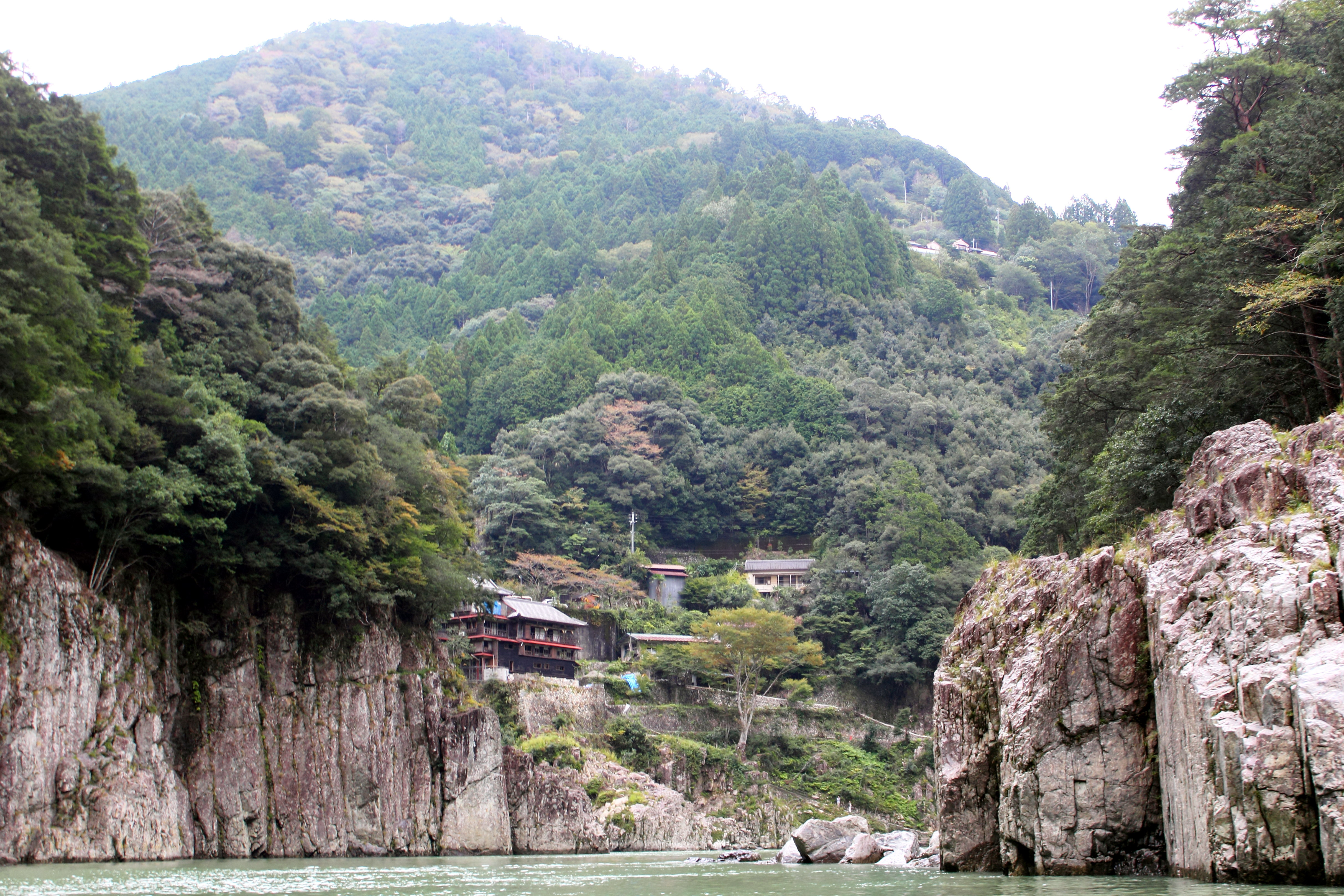
遊覧船より見える瀞ホテル
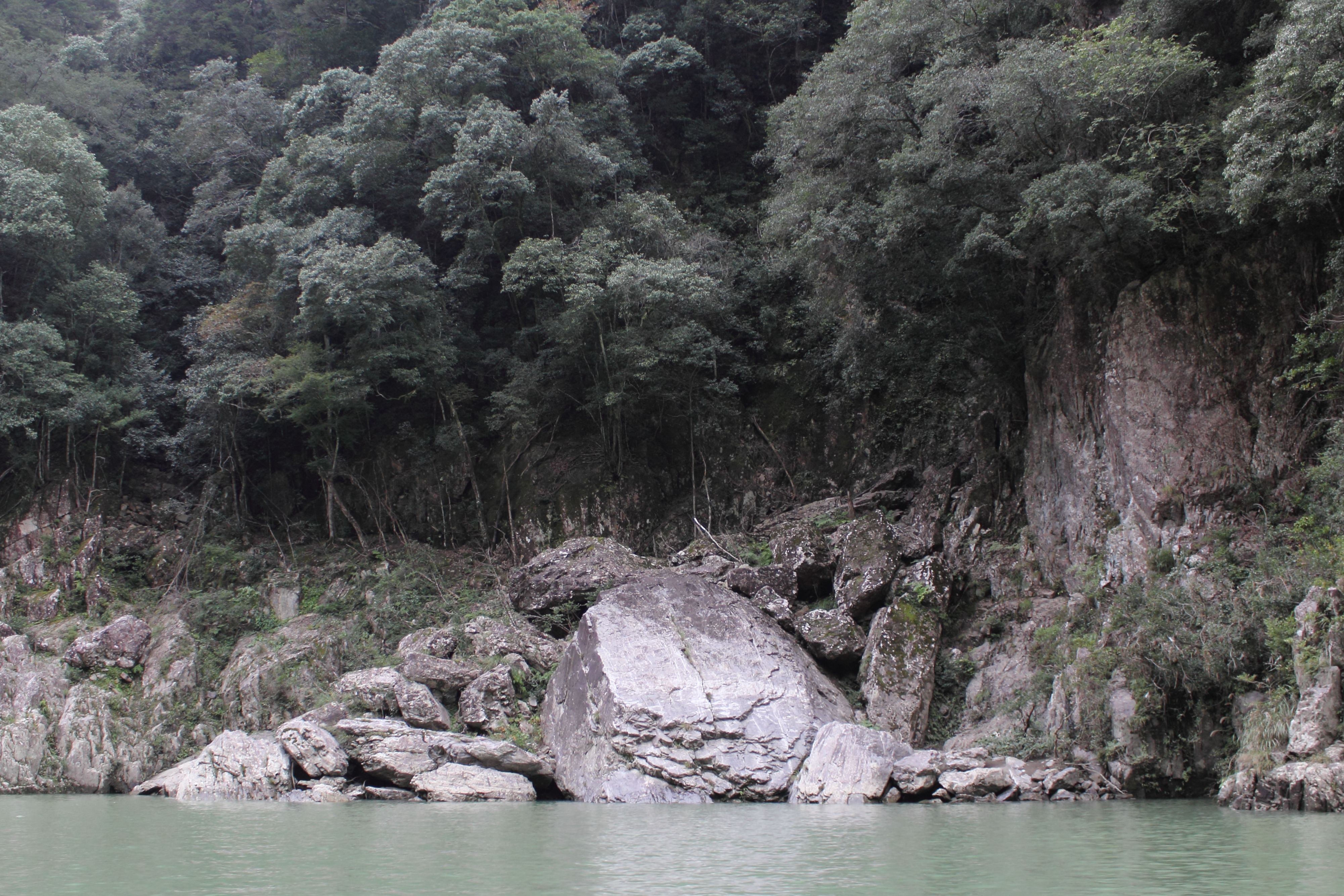
亀岩
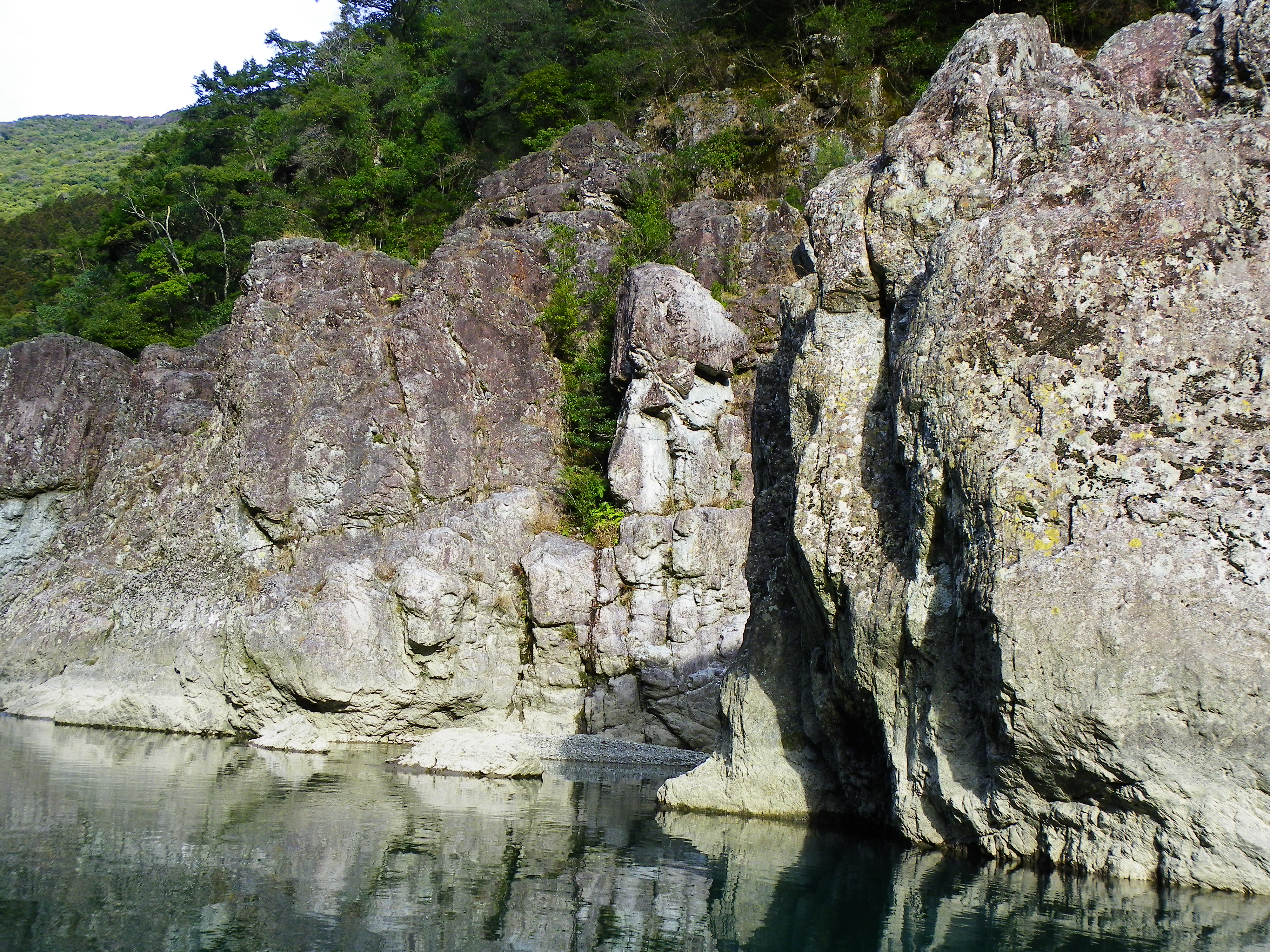
松茸岩
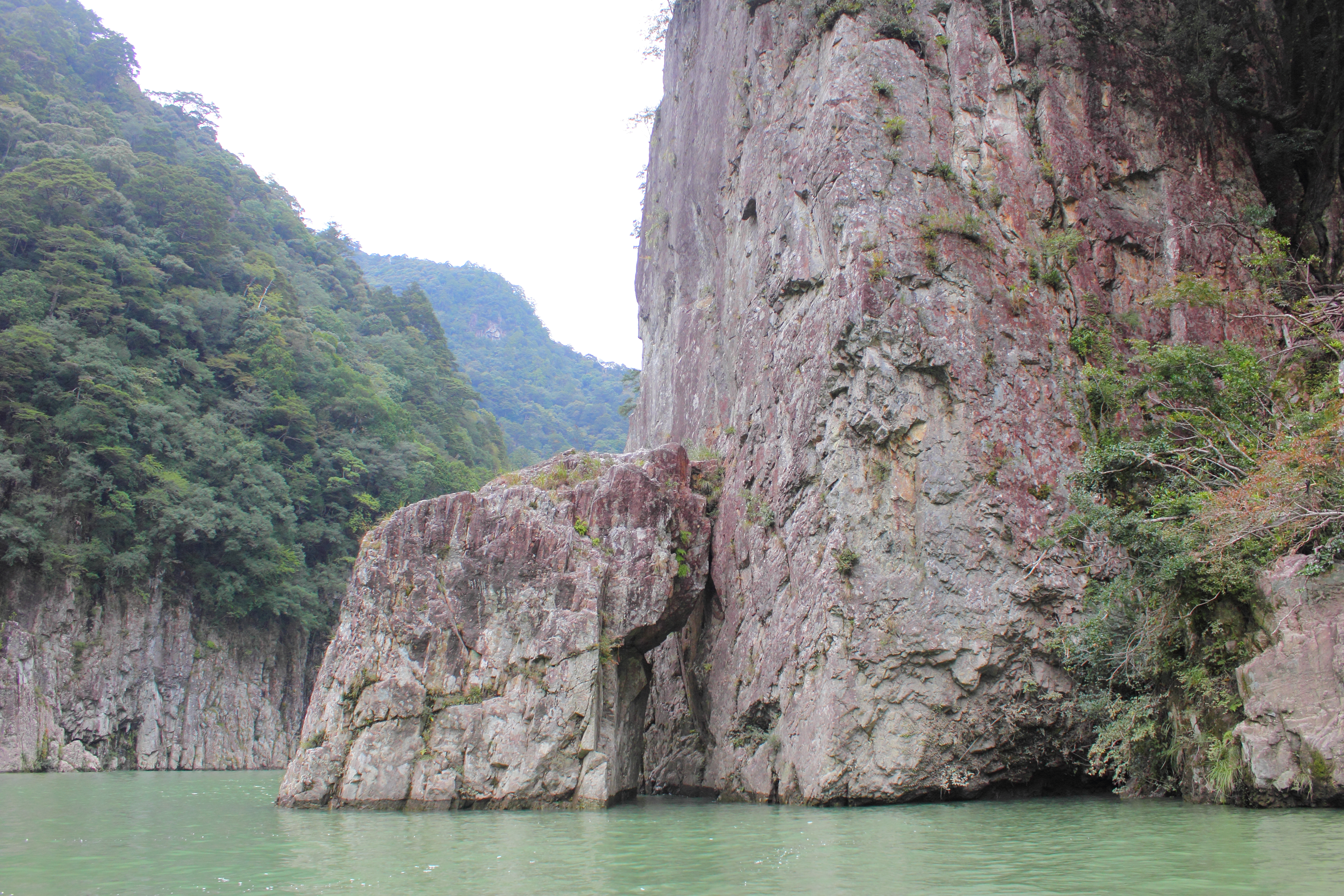
墜落岩
- 夫婦岩
- 屏風岩（高さ20m、幅87m）
- 天柱岩（高さ45m）
- 寒泉窟（奥行き42m）
- 竜泉窟

- 瀞八丁と瀞ホテル
- 遊覧船より見える瀞ホテル
- 亀岩
- 松茸岩
- 墜落岩

## 名称
近世には本宮から新宮間が「九里峡」と称されていたが、瀞峡は熊野参詣道から離れた奥地にあり一般にはほとんど知られていなかった。
天保年間には新宮の大石貞和らが訪れて「八丁瀞」として紀行や漢詩を残し、これが「瀞」の字を用いた最初とされる。しかし、その後、1890年（明治23年）頃まで「玉井渓」、「鬼通路」、「洞八丁」など様々な名称が用いられていた。地元では「八丁のどろ」や「どろ八丁」と呼ばれ、1889年（明治22年）には奈良県師範学校の校長だった土屋鳳洲が「八丁土呂」として紹介した。
1890年代半ばに博文館の雑誌などで「瀞八丁」として写真や紀行文が頻繁に取り上げられ定着していった。

## 所在地
- 和歌山県新宮市
- 奈良県十津川村
- 三重県熊野市紀和町

## 交通アクセス
ウォータージェット船乗り場
JR東海・JR西日本　紀勢本線（きのくに線）新宮駅から熊野交通バス熊野本宮行きで35分、志古下車。
和船乗り場
JRきのくに線新宮駅から熊野交通バス熊野本宮行きで40分、宮井大橋下車、熊野交通バス玉置川口行きに乗り換えて30分、終点下車。